# 藤沼建人
藤沼 建人（ふじぬま けんと、2月11日 - ）は、日本の男性声優。神奈川県出身。アプトプロ所属。

## 人物
趣味・特技は読書、映画鑑賞、水泳、TVゲーム。

## 出演
太字はメインキャラクター。

### テレビアニメ
2009年
- ささめきこと（オラテガ）

2011年
- 電波女と青春男（車内アナウンス、主審、審判）

2012年
- 松本零士「オズマ」（ボクス・ラフ）
- 獣旋バトル モンスーノ（STORMエリート、STORM兵士2、ライティ、ジョーカー、キロ 他）
- ひだまりスケッチ×ハニカム（アレックス）

2013年
- 団地ともお（白鳥店長）
- 大怪獣ラッシュ ウルトラフロンティア（メフィラス星人ジェント）

2014年
- 遊☆戯☆王ARC-V（2014年 - 2017年、男性、先生、茂古田愛一郎、ナイト・オブ・デュエルズ、オベリスク・フォース、他）
- ブレイドアンドソウル（中年太り、用心棒）
- 棺姫のチャイカ（代表C、店主、ドラド・デニーソフ、衛兵B） - 2シリーズ
- エスカ&ロジーのアトリエ 〜黄昏の空の錬金術士〜（コルランド・グラマン）
- 信長協奏曲
- アカメが斬る!（ショウイ、側近、族長、カクサン、坑夫A、夫、ロクゴウ 他）

2015年
- 牙狼-GARO- -炎の刻印-（兵士、魔戒騎士、カミロ 他）
- DOG DAYS''（兵士たち）
- グリザイアの楽園（山本、ホテルマン）
- ヤング ブラック・ジャック（教授）
- 俺がお嬢様学校に「庶民サンプル」としてゲッツされた件（筋肉部隊）
- 牙狼 -紅蓮ノ月-（2015年 - 2016年、大工A、葛城千晴、貴族2、以津真天、紙面B 他）

2016年
- 魔法つかいプリキュア!（2016年 - 2017年、高木先生）
- 田中くんはいつもけだるげ（親衛隊A）
- ベイブレードバースト（ホウジの父）
- ブレイブウィッチーズ（士官）
- ナンバカ（長老、ロックの仲間、リャンの師匠）
- アイドルメモリーズ（委員たち）

2017年
- 異世界食堂（宿の主）
- プリンセス・プリンシパル（兵士）
- バチカン奇跡調査官（男性1、ヨブ）
- いぬやしき（サラリーマン）

2018年
- 学園ベビーシッターズ（医師、体育教師、くじ屋のおじさん、猿渡豊）
- 伊藤潤二『コレクション』（父）
- 遊☆戯☆王VRAINS（ビット）
- おしりたんてい（中吉）
- レイトン ミステリー探偵社 〜カトリーのナゾトキファイル〜（ニコラス・ホワイトホール〈過去〉）

2019年
- マナリアフレンズ（街人D、生徒C、職員）
- どろろ（侍の隊長、武将）

2020年
- 宝石商リチャード氏の謎鑑定（七代伯爵、大家）
- ゾイドワイルド ZERO（高官、兵士、科学者）
- 乙女ゲームの破滅フラグしかない悪役令嬢に転生してしまった…（担任教師）
- THE GOD OF HIGH SCHOOL ゴッド・オブ・ハイスクール（ナムグン・ド）

2021年
- ピーチボーイリバーサイド（猛鬼）

2023年
- TRIGUN STAMPEDE（グレイ・ザ・ナインライヴス）

2024年
- 忘却バッテリー（御手洗優作）
- ありふれた職業で世界最強 season 3（虎人族ゼル）
- 夏目友人帳 漆（黒い妖怪）

2025年
- いずれ最強の錬金術師?（ボボン）
- わたしの幸せな結婚（陸軍大臣）
- グリザイア:ファントムトリガー（ハビエル・シャベス）

### OVA
- 宇宙戦艦ヤマト2202 愛の戦士たち（2017年 - 、香田実[40]、トール・トード[41]、バルジン・ドラレス、艦長、アンドロメダ通信士）※ODS作品、2018年10月テレビ放送開始

### 劇場アニメ
- ベルセルク 黄金時代篇（2012年、兵士） - 2作品
- 大怪獣ラッシュ ウルトラフロンティア （2013年 - 2014年、メフィラス星人ジェント） - 2作品[一覧 2]
- 映画 プリキュアオールスターズ みんなで歌う♪奇跡の魔法!（2016年）
- 映画 魔法つかいプリキュア! 奇跡の変身!キュアモフルン!（2016年、ピエロ）
- ヴァージン・パンク Clockwork Girl（2025年、チコ（武器屋の店主）[42]）

### Webアニメ
- ベイウォーリアーズ サイボーグ（2015年、訓練生A、訓練生C、幹部C、議員E）
- アフリカのサラリーマン（2017年、ライオン[43]）
- ソードガイ The Animation（2018年、マーカス父、ダイバー2、会長）
- ULTRAMAN（2019年、館内音声、オペレーター、警官、ブラックキング、群衆男、傭兵）

### ゲーム
2013年
- エスカ&ロジーのアトリエ 〜黄昏の空の錬金術士〜（コルランド・グラマン）
- 大怪獣ラッシュ ウルトラフロンティア（メフィラス星人ジェント）

2014年
- フリーダムウォーズ（ゲルシー、ネルソン）

2015年
- エスカ&ロジーのアトリエ Plus 〜黄昏の空の錬金術士〜（コルランド・グラマン）
- クイズRPG 魔法使いと黒猫のウィズ（2015年 - 2017年、アスモデウス・トビト、スローン・シート）

2016年
- 果つることなき未来ヨリ（モージル）
- フィリスのアトリエ 〜不思議な旅の錬金術士〜（ノルベルト・クラッセン）

2017年
- デスティニーチャイルド（ヘラクレス）
- メギド72（王）

2018年
- OCTOPATH TRAVELER（ザンター）
- プレカトゥスの天秤（セドリック・ウォルター）

2019年
- ラストイデア（ドルゴス）

2020年
- CARAVAN STORIES（ボロディン）
- モンスターストライク（ウーエン）

2021年
- OCTOPATH TRAVELER 大陸の覇者（ザンター）
- ブレイブリーデフォルトII（プラシド・ハルシオニア）
- アカシッククロニクル～黎明の黙示録（マーティス）
- 真・女神転生V（アリオク）

2022年
- トライアングルストラテジー（レグナ・グリンブルク、エニグマ・ミステル）

2023年
- ファイアーエムブレム エンゲージ（モリオン、テッツィ）
- OCTOPATH TRAVELER II
- Fate/Grand Order（2023年 - 2024年、ドゥリーヨダナ 他）

2024年
- 真・女神転生V Vengeance（アリオク）
- メタファー：リファンタジオ（ゴダード）
- フィグゼイト -地獄の英雄伝説- EXAレーベル（カル・ホーン）
- ドラゴンクエストIII そして伝説へ…（HD-2D版）（サイモン）
- ファイアーエムブレム ヒーローズ（オズイン）

2025年
- モンスター烈伝 オレカバトル2（極赤鬼）

### ドラマCD
- 紅蓮の夢（ガレンス）
- ペンデュラム－獣人オメガバース－（トネリア）
- FLESH&BLOOD
- まおゆう魔王勇者 エピソード0 砂丘の国の弓使い
- まおゆう魔王勇者5 あの丘の向こうに ドラマCD付き特装版（遠征軍士官）
- 憂鬱な朝2（職員）

### 吹き替え

#### 映画
- アフターパーティー
- イップ・マン 継承（フランク〈マイク・タイソン〉）
- インデペンデンス・デイ 2014
- 裏切りのスナイパー（ダヴィッド）
- エビデンス -全滅-（ベン）
- 王朝の陰謀 判事ディーと人体発火怪奇事件（シュエ）
- カンフー・ヨガ（手下大男[64]）
- キャビン・フィーバー ペイシェント・ゼロ（ポーター）
- ギリシャに消えた嘘（ニコ）
- キル・ユア・ダーリン（ジャック・ケルアック〈ジャック・ヒューストン〉）
- クリフハンガー ※BSジャパン版
- 孔子の教え（冉求）
- 31（ルヴォン・ウォーリー）
- サイレント・ワールド 2013（ゴールドステイン）
- ザ・エッグ 〜ロマノフの秘宝を狙え〜
- ザ・ストーム（ブライアン・マクティーグ〈エイドリアン・ポール〉）
- ザ・トーナメント（ペトロフ）
- 人生はマラソンだ!（ギーア〈ステファン・デ・ワレ〉）
- ジェットストリーム（ショー〈ドン・マイケル・ポール〉）
- シャークネード（バズ〈ジェイソン・シモンズ〉）
- シャザム!（怒り[65]）※劇場公開版
- セル（チャールズ）
- ソーラー・ストライク 2013（イバン）
- Solomon Kane（タトゥーの男）
- 盗聴犯 狙われたブローカー（ラム）
- ドッグ・イート・ドッグ（ムーンマン）
- パーフェクト・プラン 完全なる犯罪計画（フランク）
- 白鯨 MOBY DICK 冒険者たち（船修理）
- バトル・オブ・バミューダトライアングル
- ハンターズ グリム童話の秘宝を追え!
- ファイナル・デイ（ネイト）
- PRESSURE/プレッシャー（ハースト）
- ボルケーノ・シティ（グリシャム〈クリストファー・ジャッジ〉）
- ポンペイ2014（エイドリアン・ポール）
- マー -サイコパスの狂気の地下室-（ベン〈ルーク・エヴァンズ〉）
- レジェンド・オブ・フィスト 怒りの鉄拳（ライシ）
- ロスト・フューチャー 10000デイズ・アフター（レミー・ファーンウェル）

#### ドラマ
- アンフォゲッタブル 完全記憶捜査（フランクス刑事）
- VINYL‐ヴァイナル- Sex,Drugs,Rock'n'Roll&NY（レスター・グライムズ〈アトー・エッサンドー〉）
- クリプトン（デヴ＝エム〈アーロン・ピエール〉）
- 項羽と劉邦 King's War
- GOTHAM/ゴッサム（ルーシャス・フォックス〈クリス・チョーク〉）
- 殺人を無罪にする方法（マック・ハークネス〈ロジャー・ロビンソン〉 他）
- シカゴ・ファイア（ハンク・ボイト〈ジェイソン・ベギー〉、アントニオ・ドーソン〈ジョン・セダ〉）
- シカゴ P.D.（ハンク・ボイト〈ジェイソン・ベギー〉、アントニオ・ドーソン[66]〈ジョン・セダ〉）
- 孫子《兵法》大伝（伯ヒ）
- 七日の王妃

#### アニメ
- スター・ウォーズ: バッド・バッチ（デポ・マネージャー、ボロ）
- スター・ウォーズ:ヤング・ジェダイ・アドベンチャー（ゼファー）
- ラプンツェル ザ・シリーズ（警護隊長、フックフット）
- LEGO スター・ウォーズ/サマー・バケーション（ウィック・クーパー）
- LEGO スター・ウォーズ/フリーメーカーの冒険（M-OC、ウィック・クーパー）

### 特撮
- 爆上戦隊ブンブンジャー（2024年、トケイグルマーの声[67]）

### その他コンテンツ
- 温故知新〜薬害から学ぶ〜 第4弾（声の出演）
- 解析! 超自然現象2（ボイスオーバー）
- 9.11 テンハウス消防署の記録（ボイスオーバー）
- 世界トライアスロンシリーズ横浜大会事務局（ナレーション）
- 東北スカイビレッジ構想
- ナリタエアポート「クリスマス・フェスティバル2011」クリスマスツリー点灯式（サンタクロース）
- 世界が騒然!本当にあった(秘)衝撃ファイル（声の出演）
- おい、外れスキルだと思われていた《チートコード操作》が化け物すぎるんだが。 ボイスコミック（2023年、神官、ブラックグリズリー、通行人[68]）

### シリーズ一覧
1. ↑  第1期（2014年）、第2期『AVENGING BATTLE』（2014年）
2. ↑  『DINO-TANK hunting』（2013年）、『VEROKRON hunting』（2014年）